# 池田綾子
池田 綾子（いけだ あやこ、1978年6月1日 - ）は、日本の女性シンガーソングライター、作詞家、作曲家。東京都出身。武蔵野音楽大学声楽科卒業。血液型はB型。

## 人物
唱歌や童謡、スタンダードを根底に持つシンガーソングライターで、日本語の韻を大切にした歌詞やメロディを、クラシックの発声を基調とした独自の歌唱法で歌い上げる。地声とファルセットの境がほとんどなく、澄んだトーンのままメロディを連結させる技術の持ち主。
テレビ番組や映画の音楽、CMソングを手掛けるほか、他のアーティストへの楽曲提供も積極的に行う。また、小学校の教科書に合唱曲を書き下ろしている。
代表作に、「こころたび」（NHK BSプレミアム『にっぽん縦断 こころ旅』テーマソング）、「Life」（ドラマ『愛なんていらねえよ、夏』主題歌）、「はなびら」（世界紀行ドキュメンタリー番組『世界ウルルン滞在記』エンディングテーマ）、「僕たちのTomorrow」（JR九州新幹線「つばめ2枚きっぷ」CMソング）、「プリズム」&「空の欠片」（TVアニメ『電脳コイル』OP&EDテーマ）、NHKみんなのうた「数え歌」などがある。手嶌葵に提供し、ドラマ『いつかこの恋を思い出してきっと泣いてしまう』の主題歌となった「明日への手紙」は、2016年国際ドラマフェスティバル in TOKYOの東京ドラマアウォードにて主題歌賞を受賞した。
ソロ活動以外ではyomaniCaのボーカルを担当。またラジオ番組のDJや他アーティストの作品へのコーラス参加なども行っている。
2006年に自ら立ち上げた屋久島の森の中で2000本のキャンドルを灯して自然の中で行う幻想的な音楽祭『やくしま森祭り』を継続している。また光の切り絵作家・酒井敦美との共同作品『音と光り絵コンサート』を継続している。

## 略歴
4歳でピアノを始め、7歳から15歳まで合唱団に所属、数々のコンクールに出場。合唱とミュージカルをやりたいと思い、高校には行かずに劇団に入ることを目指すが、両親に猛反対される。両親を説得してくれた高校の音楽教師の勧めで音楽大学への進学を決め、普通科高校で2年生の頃からクラシック音楽の勉強を始める。
1997年に武蔵野音楽大学音楽学部声楽科に入学、ドイツ歌曲を専攻。2000年にはウィーン音楽大学に短期留学し、シューベルト協会コンサートや卒業演奏会に出演。同年武蔵野音楽大学室内合唱に選抜される。
大学卒業後もそのまま声楽家の道を目指すつもりだったが、母親が病気になったために経済的負担はかけられないと断念する。それまでの音楽経験を活かすため、ポップス歌手を目指して芸能事務所の門を叩くが、「今はシンガーソングライターじゃないとデビューは難しい」と言われる。そこで、それまで経験は無かったものの「作詞作曲には自信がある」と嘘をつき、一からポップスの勉強を始める。曲作りを始めて3曲目でデビューが決まり、1週間に3曲提出するという事務所の課題をこなしながらデビューに備える。
2002年2月21日、シングル「ヤサシイウタ」でメジャーデビュー。
2004年より独自のライブ活動を展開。2005年8月にはJR九州主要駅にて行った路上ライブ「駅コンツアー」で総動員数3200人を記録する。
2006年、鹿児島県の世界遺産の島、屋久島で、自らが発起人の一人となった音楽イベント「やくしま森祭り」を開催。"環境と音楽の融合"をテーマに小柳ゆき、Sara de pattiらとともに、電気の使用を最小限に留めるため1000本のキャンドルと満月の月明かりだけで行う「自然を傷つけないコンサート」を実現した。
2007年放送のNHK教育のテレビアニメ『電脳コイル』のオープニング曲とエンディング曲の作詞作曲および歌唱を担当する。
2008年、「NHKみんなのうた」に「数え歌」を提供。その後も同番組に「うたの歌」(2011）「ひらら恋胡蝶」(2013）「夢の途中で」（2017)が採用される。
2011年、NHK BSプレミアム「にっぽん縦断 こころ旅」テーマソングの作詞と歌唱を担当する。
2012年1月29日に渋谷公会堂で行われたデビュー10周年記念コンサート｢おとぎふと＋(プラス)｣にて結婚と妊娠を報告。同年に長男、2017年に長女を出産。
2013年、アルバム『この時の中で』をリリース。
2015年、手嶌葵と関東でジョイントツアー「手嶌葵コンサート2015 with 池田綾子 色彩絵の具のスケッチ」を開催。
2016年、手嶌葵のアルバムに提供した「明日への手紙」がフジテレビドラマ「いつかこの恋を思い出してきっと泣いてしまう」の主題歌に採用され、シングルにリカットされる。
2018年、5年ぶりのアルバム『風を紡ぐ』をリリース。
2022年、デビュー20周年記念アルバム『HIKARI』をリリース。

## 作品

### シングル
| 全作詞: 池田綾子、全編曲: 奈良部匠平。 |                  |          |                      |      |
| #                                      | タイトル         | 作詞     | 作曲                 | 時間 |
| 1.                                     | 「ヤサシイウタ」 | 池田綾子 | 池田綾子             | 5:16 |
| 2.                                     | 「月」           | 池田綾子 | 池田綾子・奈良部匠平 | 4:16 |

| 全作詞: 池田綾子、全編曲: 奈良部匠平。 |                        |          |            |      |
| #                                      | タイトル               | 作詞     | 作曲       | 時間 |
| 1.                                     | 「Life」               | 池田綾子 | 池田綾子   | 3:41 |
| 2.                                     | 「Train」              | 池田綾子 | 奈良部匠平 | 4:26 |
| 3.                                     | 「Life」(instrumental) | 池田綾子 |            | 3:42 |

| 全作詞: 池田綾子、全編曲: TATOO。 |                                      |          |          |      |
| #                                 | タイトル                             | 作詞     | 作曲     | 時間 |
| 1.                                | 「はなびら」                         | 池田綾子 | TATOO    | 5:17 |
| 2.                                | 「そっとキスをしよう」               | 池田綾子 | 池田綾子 | 4:43 |
| 3.                                | 「はなびら」(instrumental)           | 池田綾子 |          | 5:18 |
| 4.                                | 「そっとキスをしよう」(instrumental) | 池田綾子 |          | 4:34 |

| 全作詞・作曲: 池田綾子、全編曲: TATOO。 |                            |          |            |      |
| #                                       | タイトル                   | 作詞     | 作曲・編曲 | 時間 |
| 1.                                      | 「I will」                 | 池田綾子 | 池田綾子   | 4:22 |
| 2.                                      | 「愛の言葉」               | 池田綾子 | 池田綾子   | 4:53 |
| 3.                                      | 「I will」(instrumental)   | 池田綾子 | 池田綾子   | 4:22 |
| 4.                                      | 「愛の言葉」(instrumental) | 池田綾子 | 池田綾子   | 4:49 |

| 全編曲: TATOO。 |                                    |                      |                 |      |
| #               | タイトル                           | 作詞                 | 作曲            | 時間 |
| 1.              | 「僕たちのTomorrow」               | 池田綾子、渡辺なつみ | TATOO           | 4:44 |
| 2.              | 「白いギフト」                     | 池田綾子             | 池田綾子・TATOO | 4:18 |
| 3.              | 「朝陽の中で」                     | 池田綾子             | 池田綾子        | 5:03 |
| 4.              | 「僕たちのTomorrow」(instrumental) |                      |                 | 4:43 |

| 全作詞・作曲: 池田綾子、全編曲: TATOO。 |                    |          |            |
| #                                       | タイトル           | 作詞     | 作曲・編曲 |
| 1.                                      | 「星降る森」       | 池田綾子 | 池田綾子   |
| 2.                                      | 「手紙」           | 池田綾子 | 池田綾子   |
| 3.                                      | 「見上げる青い空」 | 池田綾子 | 池田綾子   |

| 全作詞・作曲: 池田綾子、全編曲: TATOO。 |                          |          |            |      |
| #                                       | タイトル                 | 作詞     | 作曲・編曲 | 時間 |
| 1.                                      | 「プリズム」             | 池田綾子 | 池田綾子   | 4:04 |
| 2.                                      | 「空の欠片」             | 池田綾子 | 池田綾子   | 4:47 |
| 3.                                      | 「旅人」                 | 池田綾子 | 池田綾子   | 4:02 |
| 4.                                      | 「プリズム」(backtracks) | 池田綾子 | 池田綾子   | 4:06 |
| 5.                                      | 「空の欠片」(backtracks) | 池田綾子 | 池田綾子   | 4:43 |

| #  | タイトル                                                | 作詞 | 作曲・編曲 |
| -- | ------------------------------------------------------- | ---- | ---------- |
| 1. | 「プリズム」(ミュージック・ビデオ)                      |      |            |
| 2. | 「Making of プリズム/空の欠片〜池田綾子インタビュー〜」 |      |            |
| 3. | 「「電脳コイル」東京国際アニメフェア2007用予告映像」    |      |            |

| 全作詞・作曲: 池田綾子。 |                          |          |            |                             |
| #                        | タイトル                 | 作詞     | 作曲・編曲 | 編曲                        |
| 1.                       | 「数え歌」               | 池田綾子 | 池田綾子   | TATOO、久隆信（ピアノ編曲） |
| 2.                       | 「さよならピアノ」       | 池田綾子 | 池田綾子   |                             |
| 3.                       | 「遥か」                 | 池田綾子 | 池田綾子   |                             |
| 4.                       | 「数え歌」(inst)         | 池田綾子 | 池田綾子   |                             |
| 5.                       | 「さよならピアノ」(inst) | 池田綾子 | 池田綾子   |                             |
| 6.                       | 「遥か」(inst)           | 池田綾子 | 池田綾子   |                             |

| #  | タイトル                   | 作詞                           | 作曲                           | 編曲            |
| -- | -------------------------- | ------------------------------ | ------------------------------ | --------------- |
| 1. | 「小さな鞄」               | 池田綾子・長谷川久美子・鈴木大 | 池田綾子・長谷川久美子・鈴木大 | Hands two Hands |
| 2. | 「海の唄が聴こえる」       | 池田綾子・長谷川久美子・鈴木大 | 池田綾子・長谷川久美子・鈴木大 | Hands two Hands |
| 3. | 「大切な君へ」             |                                |                                |                 |
| 4. | 「小さな鞄」(INST)         |                                |                                |                 |
| 5. | 「海の唄が聴こえる」(INST) |                                |                                |                 |
| 6. | 「大切な君へ」(INST)       |                                |                                |                 |

| 全作詞・作曲: 池田綾子。 |                        |          |            |              |
| #                        | タイトル               | 作詞     | 作曲・編曲 | 編曲         |
| 1.                       | 「うたの歌」           | 池田綾子 | 池田綾子   | TATOO        |
| 2.                       | 「種」                 | 池田綾子 | 池田綾子   | 長谷川久美子 |
| 3.                       | 「ココロノート」       | 池田綾子 | 池田綾子   | TATOO        |
| 4.                       | 「うたの歌」(INST)     | 池田綾子 | 池田綾子   |              |
| 5.                       | 「種」(INST)           | 池田綾子 | 池田綾子   |              |
| 6.                       | 「ココロノート」(INST) | 池田綾子 | 池田綾子   |              |

| #  | タイトル         | 作詞       | 作曲   | 編曲     |
| -- | ---------------- | ---------- | ------ | -------- |
| 1. | 「ひらら恋胡蝶」 | 渡辺なつみ | 浜圭介 | 田上陽一 |

| #  | タイトル               | 作詞・作曲 | 編曲   |
| -- | ---------------------- | ---------- | ------ |
| 1. | 「星空サンクチュアリ」 | 池田綾子   | 塩谷哲 |

### アルバム
| 全編曲: 奈良部匠平。 |                  |          |                      |      |
| #                    | タイトル         | 作詞     | 作曲                 | 時間 |
| 1.                   | 「Overture」     |          | 池田綾子             | 0:45 |
| 2.                   | 「ひとつの願い」 | 池田綾子 | 池田綾子             | 6:10 |
| 3.                   | 「飛べない鳥」   | 池田綾子 | 池田綾子             | 4:16 |
| 4.                   | 「Life」         | 池田綾子 | 池田綾子             | 3:43 |
| 5.                   | 「ヤサシイウタ」 | 池田綾子 | 池田綾子             | 5:15 |
| 6.                   | 「eternal wind」 | 尾崎雪絵 | 奈良部匠平           | 4:22 |
| 7.                   | 「海と空の夢」   | 池田綾子 | 池田綾子             | 4:22 |
| 8.                   | 「月」           | 池田綾子 | 池田綾子・奈良部匠平 | 4:22 |
| 9.                   | 「All of…」      | 池田綾子 | 池田綾子             | 5:14 |
| 10.                  | 「Train」        | 池田綾子 | 奈良部匠平           | 4:28 |
| 11.                  | 「motto motto」  | 池田綾子 | 奈良部匠平           | 5:25 |
| 12.                  | 「光の花」       | 尾崎雪絵 | 池田綾子             | 4:45 |
| 13.                  | 「Silent Bells」 | 尾崎雪絵 | 池田綾子             | 6:43 |

| 全編曲: TATOO。 |                                  |                      |                 |      |
| #               | タイトル                         | 作詞                 | 作曲            | 時間 |
| 1.              | 「道ゆく空」                     | 池田綾子             | 池田綾子        | 3:52 |
| 2.              | 「Timeless」                     | 池田綾子             | 池田綾子        | 4:43 |
| 3.              | 「愛の言葉」                     | 池田綾子             | 池田綾子        | 4:50 |
| 4.              | 「深呼吸ひとつ」                 | 池田綾子             | 池田綾子        | 3:52 |
| 5.              | 「はなびら 〜Album Version〜」   | 池田綾子             | TATOO           | 5:32 |
| 6.              | 「三日月」                       | 池田綾子             | 池田綾子        | 4:59 |
| 7.              | 「白いギフト」                   | 池田綾子             | 池田綾子、TATOO | 4:15 |
| 8.              | 「そっとキスをしよう」           | 池田綾子             | 池田綾子        | 4:35 |
| 9.              | 「Silver moon」                  | 池田綾子             | 池田綾子        | 4:35 |
| 10.             | 「I Will 〜Acoustic Session〜」  | 池田綾子             | 池田綾子        | 4:39 |
| 11.             | 「穏やかな恋」                   | 池田綾子             | 池田綾子        | 3:35 |
| 12.             | 「朝陽の中で 〜Album Version〜」 | 池田綾子             | 池田綾子        | 5:11 |
| 13.             | 「僕たちのTomorrow」             | 池田綾子、渡辺なつみ | TATOO           | 4:46 |
| 14.             | 「Life 〜Acoustic Session〜」    | 池田綾子             | 池田綾子        | 4:22 |

| 全編曲: TATOO。 |                                |                                |                                |      |
| #               | タイトル                       | 作詞                           | 作曲                           | 時間 |
| 1.              | 「あたりまえの空の色」         | 池田綾子                       | 池田綾子                       | 3:55 |
| 2.              | 「手紙」                       | 池田綾子                       | 池田綾子                       | 3:33 |
| 3.              | 「小さな鞄 〜Album Version〜」 | 池田綾子・長谷川久美子・鈴木大 | 池田綾子・長谷川久美子・鈴木大 | 4:09 |
| 4.              | 「雲形定規」                   | 池田綾子                       | 池田綾子                       | 3:44 |
| 5.              | 「天球儀 〜1st Take〜」        | 池田綾子、小柳ゆき             | 池田綾子、TATOO                | 4:58 |
| 6.              | 「数え歌 〜TV Version〜」      | 池田綾子                       | 池田綾子                       | 2:22 |
| 7.              | 「見上げる青い空」             | 池田綾子                       | 池田綾子                       | 4:29 |
| 8.              | 「海の唄が聴こえる」           | 池田綾子、長谷川久美子、鈴木大 | 池田綾子、長谷川久美子、鈴木大 | 4:58 |
| 9.              | 「宵の道」                     | 池田綾子                       | 池田綾子                       | 3:45 |
| 10.             | 「プリズム 〜Album Version〜」 | 池田綾子                       | 池田綾子                       | 4:04 |
| 11.             | 「空の欠片」                   | 池田綾子                       | 池田綾子                       | 4:47 |
| 12.             | 「今逢いたい」                 | 池田綾子                       | 池田綾子                       | 4:34 |
| 13.             | 「楽園ノスタ」                 | 池田綾子                       | 池田綾子                       | 4:21 |
| 14.             | 「灯」                         | 池田綾子                       | 池田綾子                       | 4:36 |
| 15.             | 「旅人」                       | 池田綾子                       | 池田綾子                       | 4:04 |
| 16.             | 「つむぎうた」                 | 池田綾子                       | 池田綾子                       | 3:22 |

| 全作詞・作曲: 池田綾子。 |                  |          |            |            |      |
| #                        | タイトル         | 作詞     | 作曲・編曲 | 編曲       | 時間 |
| 1.                       | 「星降る森」     | 池田綾子 | 池田綾子   | TATOO      | 4:42 |
| 2.                       | 「幸せの種」     | 池田綾子 | 池田綾子   | TATOO      | 4:29 |
| 3.                       | 「ふたつの街で」 | 池田綾子 | 池田綾子   | TATOO      | 4:58 |
| 4.                       | 「6番目の光」    | 池田綾子 | 池田綾子   | TATOO      | 3:59 |
| 5.                       | 「sora」         | 池田綾子 | 池田綾子   | TATOO      | 4:50 |
| 6.                       | 「色彩」         | 池田綾子 | 池田綾子   | TATOO      | 4:12 |
| 7.                       | 「moment」       | 池田綾子 | 池田綾子   | TATOO      | 4:36 |
| 8.                       | 「Light you up」 | 池田綾子 | 池田綾子   | TATOO      | 3:40 |
| 9.                       | 「祈りの歌」     | 池田綾子 | 池田綾子   | TATOO      | 4:47 |
| 10.                      | 「ひだまり」     | 池田綾子 | 池田綾子   | 田上陽一   | 4:59 |
| 11.                      | 「境界線」       | 池田綾子 | 池田綾子   | 目木とーる | 4:13 |

| 全作詞・作曲: 池田綾子。 |                                       |          |            |              |
| #                        | タイトル                              | 作詞     | 作曲・編曲 | 編曲         |
| 1.                       | 「うたうたいのうた」                  | 池田綾子 | 池田綾子   | TATOO        |
| 2.                       | 「僕らは友達」                        | 池田綾子 | 池田綾子   | 田上陽一     |
| 3.                       | 「ユラリ ユラレ」                     | 池田綾子 | 池田綾子   | TATOO        |
| 4.                       | 「足音」                              | 池田綾子 | 池田綾子   | TATOO        |
| 5.                       | 「心の糸」                            | 池田綾子 | 池田綾子   | 長谷川久美子 |
| 6.                       | 「overture 〜虹〜」(ピアノインスト曲) | 池田綾子 | 池田綾子   | TATOO        |
| 7.                       | 「夕焼け」                            | 池田綾子 | 池田綾子   | TATOO        |

| #   | タイトル                         | 作詞             | 作曲          | 編曲     |
| --- | -------------------------------- | ---------------- | ------------- | -------- |
| 1.  | 「流星」                         | 池田綾子         | 塩谷哲        |          |
| 2.  | 「河」                           | 池田綾子         | 池田綾子      |          |
| 3.  | 「こころたび 〜Album Version〜」 | 池田綾子         | 平井真美子    |          |
| 4.  | 「琥珀色の月」                   | 池田綾子         | 池田綾子      |          |
| 5.  | 「この瞬間を」                   | 池田綾子、手嶌葵 | 池田綾子      |          |
| 6.  | 「人と人」                       | 池田綾子         | 池田綾子      |          |
| 7.  | 「うたの歌 〜TV Version〜」      | 池田綾子         | 池田綾子      | TATOO    |
| 8.  | 「種」                           |                  |               |          |
| 9.  | 「ひらら恋胡蝶」                 | 渡辺なつみ       | 浜圭介        | 田上陽一 |
| 10. | 「海を見ていた」                 | 池田綾子         | 池田綾子      |          |
| 11. | 「まっすぐな心」                 |                  | 富貴晴美      |          |
| 12. | 「歩きましょう」                 | RIA+NORISHIGE    | RIA+NORISHIGE |          |

| 全作詞: 池田綾子。 |                                     |          |            |              |
| #                  | タイトル                            | 作詞     | 作曲       | 編曲         |
| 1.                 | 「時の旅人」                        | 池田綾子 | 池田綾子   | 内山肇       |
| 2.                 | 「ドアの向こう」                    | 池田綾子 | 池田綾子   | 内山肇       |
| 3.                 | 「おかえりなさい」                  | 池田綾子 | 池田綾子   | 光田健一     |
| 4.                 | 「明日への手紙」                    | 池田綾子 | 池田綾子   | 塩谷哲       |
| 5.                 | 「光の羅針盤」                      | 池田綾子 | 笹子重治   | 笹子重治     |
| 6.                 | 「巡りゆく日々」                    | 池田綾子 | 池田綾子   | 内山肇       |
| 7.                 | 「言葉の箱舟」                      | 池田綾子 | 池田綾子   | 池田綾子     |
| 8.                 | 「えがおのつぼみ」                  | 池田綾子 | 池田綾子   | 内山肇       |
| 9.                 | 「夢の途中で」                      | 池田綾子 | 池田綾子   | 内山肇       |
| 10.                | 「手を繋ぐとき」                    | 池田綾子 | 池田綾子   | 長谷川久美子 |
| 11.                | 「やさしいたね 〜happy birthday〜」 | 池田綾子 | 池田綾子   | 長谷川久美子 |
| 12.                | 「心のふるさと」                    | 池田綾子 | 平井真美子 | 長谷川久美子 |

| #   | タイトル                               | 作詞         | 作曲       | 編曲               | その他のアレンジ        |
| --- | -------------------------------------- | ------------ | ---------- | ------------------ | ----------------------- |
| 1.  | 「ヒカリノイト」                       | 池田綾子     | 池田綾子   | 内山肇             |                         |
| 2.  | 「風の声に耳を澄ませて」               | 池田綾子     | 池田綾子   | 内山肇、白戸秀明   | 富貴晴美 (ストリングス) |
| 3.  | 「Camp in the moon」                   | 池田綾子     | 池田綾子   | 富貴晴美、白戸秀明 |                         |
| 4.  | 「星空サンクチュアリ」                 | 池田綾子     | 池田綾子   | 塩谷哲             |                         |
| 5.  | 「こころのかたち」                     | 池田綾子     | 池田綾子   | 長谷川久美子       |                         |
| 6.  | 「扉の樹の下で」                       | 池田綾子     | 池田綾子   | いとうよしのり     |                         |
| 7.  | 「明日への手紙 feat. CHORO CLUB」      | 池田綾子     | 池田綾子   | CHORO CLUB         |                         |
| 8.  | 「白衣のひと」                         | 池田綾子     | 池田綾子   | 塩谷哲             |                         |
| 9.  | 「アナタノコトバ」                     | 薬師丸ひろ子 | 池田綾子   | 安田寿之           | 太田美帆 (コーラス)     |
| 10. | 「ありがとうの星」                     | 池田綾子     | 池田綾子   | 内山肇             |                         |
| 11. | 「夢の途中で（with Piano Version）」   | 池田綾子     | 池田綾子   | 塩谷哲             |                         |
| 12. | 「星降る森（with Piano Version）」     | 池田綾子     | 池田綾子   | 塩谷哲             |                         |
| 13. | 「こころたび（with Piano Version）」   | 池田綾子     | 平井真美子 | 塩谷哲             |                         |
| 14. | 「ヒカリノイト（with Piano Version）」 | 池田綾子     | 池田綾子   | 塩谷哲             |                         |

### 企画CD
| #  | タイトル                                         | 作詞・作曲 | 編曲 |
| -- | ------------------------------------------------ | ---------- | ---- |
| 1. | 「ドアの向こう」(「ななつ星」公式イメージソング) |            |      |
| 2. | 「こころたび」                                   |            |      |
| 3. | 「桜色」                                         |            |      |
| 4. | 「星降る森」                                     |            |      |
| 5. | 「おかえりなさい」                               |            |      |
| 6. | 「ドアの向こう ななつ星 orchestra ver.」         |            |      |
| 7. | 「数え歌」                                       |            |      |

| #   | タイトル                         | 作詞                                    | 作曲・編曲                              | 時間 |
| --- | -------------------------------- | --------------------------------------- | --------------------------------------- | ---- |
| 1.  | 「いつも何度でも」(松本英子)     | 覚和歌子                                | 木村弓                                  | 3:46 |
| 2.  | 「となりのトトロ」(堀下さゆり)   | 宮崎駿                                  | 久石譲                                  | 3:55 |
| 3.  | 「崖の上のポニョ」(長谷川久美子) | 近藤勝也                                | 久石譲                                  | 3:37 |
| 4.  | 「もののけ姫」(笹川美和)         | 宮崎駿                                  | 久石譲                                  | 2:49 |
| 5.  | 「風の谷のナウシカ」(池田綾子)   | 松本隆                                  | 細野晴臣                                | 4:28 |
| 6.  | 「世界の約束」(拝郷メイコ)       | 谷川俊太郎                              | 木村弓                                  | 3:35 |
| 7.  | 「Arrietty's Song」(松本英子)    | Cecile Corbel                           | Simon Caby、Cecile Corbel               | 4:18 |
| 8.  | 「君をのせて」(長谷川久美子)     | 宮崎駿                                  | 久石譲                                  | 3:38 |
| 9.  | 「カントリー・ロード」(笹川美和) | ビル・ダノフ、Taffy Nivert、John Denver | ビル・ダノフ、Taffy Nivert、John Denver | 3:32 |
| 10. | 「ルージュの伝言」(拝郷メイコ)   | 荒井由実                                | 荒井由実                                | 2:43 |
| 11. | 「さんぽ」(堀下さゆり)           | 中川李枝子                              | 久石譲                                  | 4:07 |
| 12. | 「テルーの唄」(池田綾子)         | 宮崎吾朗                                | 谷山浩子                                | 4:31 |

| #   | タイトル                                      | 作詞・作曲 | 編曲 | 時間                    |
| --- | --------------------------------------------- | ---------- | ---- | ----------------------- |
| 1.  | 「深い水の世界へ」(KABUTO)                    |            |      |                         |
| 2.  | 「邂逅 魚たちとの出会い〜期待〜」(KABUTO)     |            |      |                         |
| 3.  | 「深海に眠れ」(徳山美奈子)                    |            |      |                         |
| 4.  | 「邂逅 魚たちとの出会い〜深い青へ〜」(KABUTO) |            |      | Dream of deep sea diver |
| 5.  | 「今野多久郎」                                |            |      |                         |
| 6.  | 「邂逅 魚たちとの出会い〜静寂の水〜」(KABUTO) |            |      |                         |
| 7.  | 「THE SURUGA-BAY〜母なる海へ〜」(林哲司)      |            |      |                         |
| 8.  | 「邂逅 魚たちとの出会い〜楽園〜」(KABUTO)     |            |      |                         |
| 9.  | 「〜QUEST〜」(鈴木結女)                       |            |      |                         |
| 10. | 「邂逅 魚たちとの出会い〜邂逅〜」(KABUTO)     |            |      |                         |
| 11. | 「red eyes」(池田綾子)                        |            |      |                         |
| 12. | 「blue eyes」(池田綾子)                       |            |      |                         |

| 全作詞・作曲: 松任谷由実。 |                                                                   |            |            |
| #                          | タイトル                                                          | 作詞       | 作曲・編曲 |
| 1.                         | 「ひこうき雲」(笹川美和)                                          | 松任谷由実 | 松任谷由実 |
| 2.                         | 「卒業写真」(手嶌葵)                                              | 松任谷由実 | 松任谷由実 |
| 3.                         | 「中央フリーウェイ」(拝郷メイコ)                                  | 松任谷由実 | 松任谷由実 |
| 4.                         | 「あの日にかえりたい」(松本英子 feat. 笹川美和)                   | 松任谷由実 | 松任谷由実 |
| 5.                         | 「CHINESE SOUP」(長谷川久美子 feat. 池田綾子 拝郷メイコ)          | 松任谷由実 | 松任谷由実 |
| 6.                         | 「雨の街を」(池田綾子)                                            | 松任谷由実 | 松任谷由実 |
| 7.                         | 「ルージュの伝言」(笹川美和 feat. f.e.n.)                         | 松任谷由実 | 松任谷由実 |
| 8.                         | 「魔法の鏡」(拝郷メイコ)                                          | 松任谷由実 | 松任谷由実 |
| 9.                         | 「ベルベット・イースター」(松本英子＋長谷川久美子)                | 松任谷由実 | 松任谷由実 |
| 10.                        | 「やさしさに包まれたなら」(池田綾子＋手嶌葵)                      | 松任谷由実 | 松任谷由実 |
| 11.                        | 「少しだけ片想い」(松本英子 feat. 池田綾子 拝郷メイコ)            | 松任谷由実 | 松任谷由実 |
| 12.                        | 「きっと言える」(拝郷メイコ feat. 池田綾子 松本英子 長谷川久美子) | 松任谷由実 | 松任谷由実 |
| 13.                        | 「海を見ていた午後」(長谷川久美子)                                | 松任谷由実 | 松任谷由実 |
| 14.                        | 「翳りゆく部屋」(笹川美和)                                        | 松任谷由実 | 松任谷由実 |
| 15.                        | 「ひこうき雲〜Piano Ver〜」(池田綾子)                             | 松任谷由実 | 松任谷由実 |

| 全作詞・作曲: 松任谷由実。 |                                                         |            |            |              |      |
| #                          | タイトル                                                | 作詞       | 作曲・編曲 | 編曲         | 時間 |
| 1.                         | 「守ってあげたい」(YUKA (moumoon))                      | 松任谷由実 | 松任谷由実 | 長谷川久美子 | 4:41 |
| 2.                         | 「カンナ8号線」(松本英子)                               | 松任谷由実 | 松任谷由実 | 田上陽一     | 4:32 |
| 3.                         | 「ダンデライオン」(拝郷メイコ)                          | 松任谷由実 | 松任谷由実 | TATOO        | 4:04 |
| 4.                         | 「恋人がサンタクロース」(池田綾子+YUKA)                 | 松任谷由実 | 松任谷由実 | 田上陽一     | 5:12 |
| 5.                         | 「A HAPPY NEW YEAR」(諫山実生)                          | 松任谷由実 | 松任谷由実 | 田上陽一     | 3:36 |
| 6.                         | 「DESTINY」(長谷川久美子 feat.拝郷メイコ)               | 松任谷由実 | 松任谷由実 | 田上陽一     | 4:10 |
| 7.                         | 「シンデレラ･エクスプレス」(松本英子 feat.長谷川久美子) | 松任谷由実 | 松任谷由実 | 田上陽一     | 3:46 |
| 8.                         | 「Hello, my friend」(池田綾子 feat.諫山実生)            | 松任谷由実 | 松任谷由実 | 田上陽一     | 5:07 |
| 9.                         | 「まぶしい草野球」(拝郷メイコ)                          | 松任谷由実 | 松任谷由実 | 長谷川久美子 | 3:12 |
| 10.                        | 「埠頭を渡る風」(諫山実生)                              | 松任谷由実 | 松任谷由実 | TATOO        | 4:27 |
| 11.                        | 「心ほどいて」(長谷川久美子)                            | 松任谷由実 | 松任谷由実 | 長谷川久美子 | 4:50 |
| 12.                        | 「ANNIVERSARY」(池田綾子)                               | 松任谷由実 | 松任谷由実 | TATOO        | 4:06 |
| 13.                        | 「守ってあげたい (English ver.)」(YUKA (moumoon))       | 松任谷由実 | 松任谷由実 | 長谷川久美子 | 4:51 |

| 全作詞・作曲: 松任谷由実。 |                                      |            |            |              |      |
| #                          | タイトル                             | 作詞       | 作曲・編曲 | 編曲         | 時間 |
| 1.                         | 「Valentine's RADIO」(拝郷メイコ)    | 松任谷由実 | 松任谷由実 | 田上陽一     | 4:48 |
| 2.                         | 「真夏の夜の夢」(諫山実生)           | 松任谷由実 | 松任谷由実 | 田上陽一     | 5:34 |
| 3.                         | 「SWEET DREAMS」(池田綾子)           | 松任谷由実 | 松任谷由実 | TATOO        | 4:00 |
| 4.                         | 「時をかける少女」(KOKIA)            | 松任谷由実 | 松任谷由実 | 田上陽一     | 5:16 |
| 5.                         | 「もう愛は始まらない」(長谷川久美子) | 松任谷由実 | 松任谷由実 | 長谷川久美子 | 5:07 |
| 6.                         | 「DOWNTOWN BOY」(池田綾子)           | 松任谷由実 | 松任谷由実 | mica bando   | 5:28 |
| 7.                         | 「WANDERERS」(松本英子)              | 松任谷由実 | 松任谷由実 | 田上陽一     | 4:16 |
| 8.                         | 「まちぶせ」(長谷川久美子)           | 松任谷由実 | 松任谷由実 | 長谷川久美子 | 3:22 |
| 9.                         | 「土曜日は大キライ」(諫山実生)       | 松任谷由実 | 松任谷由実 | 田上陽一     | 3:42 |
| 10.                        | 「BLIZZARD」(KOKIA+池田綾子)         | 松任谷由実 | 松任谷由実 | TATOO        | 4:58 |
| 11.                        | 「最後の春休み」(拝郷メイコ)         | 松任谷由実 | 松任谷由実 | 長谷川久美子 | 4:32 |
| 12.                        | 「リフレインが叫んでる」(松本英子)   | 松任谷由実 | 松任谷由実 | TATOO        | 5:10 |
| 13.                        | 「春よ、来い」(池田綾子)             | 松任谷由実 | 松任谷由実 | TATOO        | 4:45 |

### サントラ、オムニバス他
| 楽曲                 | 収録作品                                                       | 発売日         | 備考                                                                             |
| -------------------- | -------------------------------------------------------------- | -------------- | -------------------------------------------------------------------------------- |
| 「Life」             | 『ヒッツ・オンTV Drama&MOVIE〜CLIMAX〜』                       | 2005年1月7日   |                                                                                  |
| 「はなびら」         | 『世界ウルルン滞在記 テーマソングス』                          | 2005年3月30日  | TBS『世界ウルルン滞在記』のエンディング・テーマ曲集。                            |
| 「プリズム TV EDIT」 | 『電脳コイル サントラ音楽集』                                  | 2007年5月23日  | テレビアニメ『電脳コイル』サウンドトラック。                                     |
| 「空の欠片 TV EDIT」 | 『電脳コイル サントラ音楽集』                                  | 2007年5月23日  | テレビアニメ『電脳コイル』サウンドトラック。                                     |
| 「こころたび」       | 『「にっぽん縦断 こころ旅」オリジナル・サウンドトラック』      | 2011年9月21日  | NHK BSプレミアム『にっぽん縦断 こころ旅』のBGMやテーマソング、挿入歌などを収録。 |
| 「こころたび」       | 『「にっぽん縦断 こころ旅 2014」オリジナル・サウンドトラック』 | 2014年6月25日  | NHK BSプレミアム『にっぽん縦断 こころ旅』のBGMやテーマソング、挿入歌などを収録。 |
| 「心のふるさと」     | 『「にっぽん縦断 こころ旅 2014」オリジナル・サウンドトラック』 | 2014年6月25日  | NHK BSプレミアム『にっぽん縦断 こころ旅』のBGMやテーマソング、挿入歌などを収録。 |
| 「こころたび」       | 『「にっぽん縦断 こころ旅 2017」オリジナル・サウンドトラック』 | 2017年5月24日  | NHK BSプレミアム『にっぽん縦断 こころ旅』のBGMやテーマソング、挿入歌などを収録。 |
| 「こころたび」       | 『「にっぽん縦断こころ旅」ソングコレクション』                 | 2014年10月22日 | NHK BSプレミアム『にっぽん縦断 こころ旅』の使用曲とそのカラオケを収録。          |
| 「心のふるさと」     | 『「にっぽん縦断こころ旅」ソングコレクション』                 | 2014年10月22日 | NHK BSプレミアム『にっぽん縦断 こころ旅』の使用曲とそのカラオケを収録。          |

### 映像作品
|     | 発売日                   | タイトル                | 規格品番   | 収録曲 | 備考 |
| --- | ------------------------ | ----------------------- | ---------- | --- | --- |
| 1st | 2011年4月20日            | おとぎふと〜gradation〜 | 39LD-01    | \| # \| タイトル \| 作詞 \| 作曲・編曲 \| \| --- \| ------------------------ \| ---- \| ---------- \| \| 1. \| 「空の欠片」 \| \| \| \| 2. \| 「ユラリユラレ」 \| \| \| \| 3. \| 「僕らは友達」 \| \| \| \| 4. \| 「all of...」 \| \| \| \| 5. \| 「手紙」 \| \| \| \| 6. \| 「三日月」 \| \| \| \| 7. \| 「数え歌」 \| \| \| \| 8. \| 「さよならピアノ」 \| \| \| \| 9. \| 「うたうたいのうた」 \| \| \| \| 10. \| 「moment」 \| \| \| \| 11. \| 「足音」 \| \| \| \| 12. \| 「夕焼け」 \| \| \| \| 13. \| 「星降る森」 \| \| \| \| 14. \| 「僕たちのTomorrow」 \| \| \| \| 16. \| 「心の糸」 \| \| \| \| 17. \| 「LIfe」 \| \| \| \| 18. \| 「プリズム」 \| \| \| \| 19. \| 「Train」 \| \| \| \| 20. \| 「マってるぼうずのうた」 \| \| \| \| 21. \| 「おかえりなさい」 \| \| \| | 渋谷パルコ劇場で行われた初のホールワンマンライブ『おとぎふと〜gradation〜』を完全収録。 未発表音源を含む全21曲。 |
|     |                          |                         |            | | |
| #   | タイトル                 | 作詞                    | 作曲・編曲 | | |
| 1.  | 「空の欠片」             |                         |            | | |
| 2.  | 「ユラリユラレ」         |                         |            | | |
| 3.  | 「僕らは友達」           |                         |            | | |
| 4.  | 「all of...」            |                         |            | | |
| 5.  | 「手紙」                 |                         |            | | |
| 6.  | 「三日月」               |                         |            | | |
| 7.  | 「数え歌」               |                         |            | | |
| 8.  | 「さよならピアノ」       |                         |            | | |
| 9.  | 「うたうたいのうた」     |                         |            | | |
| 10. | 「moment」               |                         |            | | |
| 11. | 「足音」                 |                         |            | | |
| 12. | 「夕焼け」               |                         |            | | |
| 13. | 「星降る森」             |                         |            | | |
| 14. | 「僕たちのTomorrow」     |                         |            | | |
| 16. | 「心の糸」               |                         |            | | |
| 17. | 「LIfe」                 |                         |            | | |
| 18. | 「プリズム」             |                         |            | | |
| 19. | 「Train」                |                         |            | | |
| 20. | 「マってるぼうずのうた」 |                         |            | | |
| 21. | 「おかえりなさい」       |                         |            | | |

## 楽曲提供
- 相川七瀬
  - 「カレイドスコープ」「ことのは」（アルバム『今事記』収録、2013年02月06日）作曲
  - 「太陽と月の結び」（アルバム『ROCK GOES ON』収録、2018年06月20日）作曲
- 新妻聖子
  - 「時の翼」（シングル『時の翼』収録、アニメ映画『とある飛空士への追憶』主題歌、2011年09月21日）作詞
- 江原啓之
  - 「小さな奇跡」（シングル『小さな奇跡』表題曲、2007年02月14日）作曲
- 城南海
  - 「未完成の世界」（シングル『あなたに逢えてよかった』収録曲、2017年07月19日、テレビ朝日系列「じゅん散歩」2017年6月〜7月エンディングテーマ）作詞・作曲
- 小柳ゆき
  - 「天球儀」（シングル『we can go anywhere』収録曲、2008年10月15日）作詞：池田綾子・小柳ゆき、作曲：池田綾子・TATOO
- 笹川美和
  - 「旅人」（アルバム『新しい世界』収録曲、2018年01月31日）作詞・作曲
- すみだ少年少女合唱団
  - 「僕らの日々」作詞・作曲（2018年06月01日）
- 世田谷ジュニア合唱団
  - 「笑顔でいよう」（2008年08月28日）作曲
- 手嶌葵
  - 「明日への手紙」（シングル『明日への手紙』表題曲、2014年07月22日）作詞・作曲
  - 「心のままに」（アルバム『Highlights from Aoi Works』収録曲、2016年04月20日）作詞・作曲
- 林部智史
  - 「タカラモノ」（アルバム『Ⅱ』収録曲、2020年年07月29日）作詞・作曲
- 松本英子
  - 「Lets party at my home!!!」（アルバム『I'm home』収録曲、2014年05月21日）作詞・作曲
- 薬師丸ひろ子
  - 「アナタノコトバ」（アルバム『エトワール』収録曲、2018年05月09日）作曲
- 幸田浩子
  - 「時は風のように」（アルバム『このみち〜日本のうたⅡ〜』収録曲、2020年01月22日）作詞・作曲
- 吉田優斗
  - 「時の扉」（2020年12月06日）作詞・作曲
- 合唱曲
  - 「ぼくらの日々」（教育出版『小学音楽 音楽のおくりもの6』掲載、2020年）作詞・作曲
- 社歌
  - 「白衣のひと」（ナガイレーベン社歌、2020年）作詞・作曲（編曲 塩谷哲）

## 主なタイアップ

### テレビ番組
- TBSドラマ『温泉へ行こう3』主題歌「ヤサシイウタ」（2002年）
- TBSドラマ『愛なんていらねえよ、夏』主題歌「Life」（2002年）
- TBSバラエティ番組『世界ウルルン滞在記』エンディングテーマ「はなびら」（2003年）
- TBSドラマ『愛するために愛されたい』挿入歌「I will」（2003年）
- フジテレビ『金曜エンタテイメント』エンディングテーマ「僕たちのTomorrow」（2004年）
- NHKアニメ『電脳コイル』主題歌「プリズム」およびエンディングテーマ「空の欠片」（2007年）
- NHKみんなのうた「数え歌」（2008年）、「うたの歌」（2011年）、「ひらら恋胡蝶」（2013年）、「夢の途中で」（2017年）
- NHKBSプレミアム『こころ旅』テーマソング「こころたび」（2011年 - ）挿入歌「こころのふるさと」（2014年 - ）
- 山梨放送『YBSワイドニュース』エンディング曲「うたの歌」（2014年 - ）、「種」（2016年 - ）
- NHK甲府放送局『Newsかいドキ』テーマソング「言葉の箱舟」および番組全曲（2017年 - ）

### CM
- JR九州新幹線「つばめ2枚きっぷ」CMソング「僕たちのTomorrow」（2004年 - 2009年）
- JAL国内線観光情報ウェブ・サイト イメージソング「小さな鞄」（2009年）
- NHK地球エコ2009「明日のエコでは間に合わない」キャンペーンソング（2009年）
- NHK四国「遍路1200」キャンペーンソング「時の旅人」（2014年）
- 山梨中央銀行CMソング「空の欠片」（2015年）、「巡りゆく日々」（2017年）
- 全日本冠婚葬祭互助協会CMソング「笑顔のつぼみ」（2015年 - 2017年）
- 大京ブランドメッセージ「住まいも長生きする国へ」CMソング（福本莉子歌唱）「ずっと、あなたと。」（2017年）、「手を繋ぐとき」（2018年）
- JR九州クルーズトレイン「ななつ星in九州」イメージソング「ドアの向こう」（2017年）
- JALラジオCMソング「星空サンクチュアリ」（2020年）
- JR九州クルーズトレイン「ななつ星in九州」イメージソング「ありがとうの星」[注 3]（2021年）
- よつ葉乳業ブランドCMソング「ヒカリノイト」[注 4]（2021年）
- ヤマダデンキ「いつもあなたと一緒に」[16]（2023年）

### 映画
- 『はじまりのみち』エンディングテーマ「まっすぐな心」（富貴晴美作曲）ハミング歌唱 (2013年)

## 出演

### ラジオ
- Seed of LIFE（FMFUJI、2013年7月7日 ‐ 、毎週日曜日18:00 ‐ 18:30） ‐ メインパーソナリティ

## アンバサダー
- 2013年 - 「やまなし大使」就任
- 2020年 - 「山梨県富士川町観光大使」就任
- 2020年 - 環境省「つなげよう、支えよう、森里川海プロジェクト アンバサダー」就任

## コンサート
- 2008年
  - 8月30日「八咫の火祭り」(熊野本宮)
  - 9月10日「もりぎふと」 やくしま森祭り Pre Event ikeda ayako ワンマンライブ Special
  - 10月4日 伊勢神宮鎮守の杜奉納コンサート2008
  - 12月7日 おとぎふと～ 冬の音 ～「数え歌」リリース記念ライブ
- 2019年
  - 9月7日「小川町オーガニックフェス2019」ライブ出演（リリックおがわ）
  - 9月15日「サントリーホールでオルガンZANMAI」お話・歌担当（サントリーホール大ホール）
  - 9月17日「ガーデンシティ小倉 WITH GARDEN-WINE＆MUSIC NIGHT-」ライブゲスト出演（ガーデンシティー小倉）
  - 11月16日「おがわんマルシェ」ライブ出演（リリックおがわ）
  - 12月7日「かたりと歌とピアノで贈るクリスマス」（浜離宮朝日ホール）
  - 12月8日「池田綾子 クリスマスハートフルコンサート」(ますほ文化ホール)
  - 12月21日「開府500年 ”こうふ生誕祭”」ライブゲスト出演（甲府駅前）
- 2020年
  - 7月25日「宙先案内人と行く 池田綾子 星の旅オンラインライブ from 八ヶ岳」
  - 8月16日「サントリーホールでオルガンZANMAI！オルガン研究所」お話担当（サントリーホール大ホール）
  - 7月25日「池田綾子ソロコンサート 夏の光、秋の匂い-願いを紡ぐ-」（入間市文化創造アトリエAMIGO!）
  - 10月13日「JR九州クルーズトレイン ななつ星in九州 7周年記念スペシャルコンサート」
  - 10月13日「Human Noise project2020@八面神社農村舞台」ゲスト出演 ※オンライン配信
  - 12月5日「小倉良のAll that Music」（つくばカピオホール）※オンライン配信
  - 12月18日「かたりと歌とピアノで贈るクリスマス」（内幸町ホール）
- 2021年
  - 3月7日「東日本大震災復興支援事業コンサート”音と光り絵コンサート”」(江南市民文化センター)
  - 3月20日 オンラインコンサート「手のひらの明日へ」～エール この春新しい一歩を踏み出す方々に～
  - 4月10日 ikeda ayako concert「haruni」（京都文化博物館）
  - 6月26日・6月27日・7月2日 塩谷哲＆池田綾子 billboard DUO LIVE tour(ビルボード横浜・ビルボード東京・ビルボード大阪）

- やくしま森祭り：世界遺産・屋久島で10月の満月の夜に開催
  - 2006年10月7日・ 第1回「やくしま森祭り2006」賛同参加アーティスト+小柳ゆき ・Sara de Patti
  - 2007年10月26日・第2回「やくしま森祭り2007」賛同参加アーティスト+石井竜也・小柳ゆき ・絢香
  - 2008年10月15日・第3回「やくしま森祭り2008」賛同参加アーティスト+石井竜也・小柳ゆき ・Sara de Patti・矢井田瞳
  - 2009年10月4日・ 第4回「やくしま森祭り2009」賛同参加アーティスト+BONNIE PINK・岡本真夜
  - 2010年10月23日・ 第5回「やくしま森祭り2010」賛同参加アーティスト+相川七瀬・中考介・溝口肇・moumoon
  - 2011年10月15日・ 第6回「やくしま森祭り2011」賛同参加アーティスト+相川七瀬・手嶌葵・塩谷哲
  - 2012年10月27日・ 第7回「やくしま森祭り2012」賛同参加アーティスト+手嶌葵・NORA・塩谷哲
  - 2013年10月15日・ 第8回「やくしま森祭り2013」賛同参加アーティスト+岩崎宏美・溝口肇・塩谷哲・小湊昭尚
  - 2014年10月4日・ 第9回「やくしま森祭り2014」賛同参加アーティスト+CHORO CLUB・畠山美由紀・純名里沙・河口恭吾
  - 2015年10月13日・ 第10回「やくしま森祭り2015」賛同参加アーティスト+宮沢和史・河口恭吾・小沼ようすけ・塩谷哲
  - 2016年10月15日・ 第11回「やくしま森祭り2016」賛同参加アーティスト+ハウ゛ケイスケ・大橋卓弥・露崎春女・小沼ようすけ・塩谷哲・酒井敦美
  - 2017年10月14日・ 第12回「やくしま森祭り2017」賛同参加アーティスト+露崎春女・岡本真夜・櫻井大介・田中”TAK”拓也・宮井紀行
  - 2018年10月15日・ 第13回「やくしま森祭り2018」賛同参加アーティスト+渡辺真知子・河口恭吾・大儀見元・吉田拓矢・塩谷哲・酒井敦美
  - 2019年10月5日・ 第14回「やくしま森祭り2019」賛同参加アーティスト+小柳ゆき・GAKU-MC・大儀見元・Norishige・よしむらさおり・徳田しずか・塩谷哲・酒井敦美
  - 2020年11月28日・ 第15回「やくしま森祭り2020」賛同参加アーティスト+石井竜也・宮沢和史・河口恭吾・小沼ようすけ・塩谷哲 ※東京よりオンライン配信で開催